# Лев III Исавр
Лев III Исавр (греч. Λέων Γ΄; 675, Кахраманмараш — 18 июня 741, Константинополь) —  византийский император (717—741), основатель Исаврийской династии. При его правлении Византийская империя вступила в период иконоборчества.

## Биография

### Приход к власти
Род его исаврийского или армянского происхождения происходил, вероятно, из малоазиатской области Исаврии, а сам он родился в Германикии (город в Малой Азии). Из слов Феофана, был армянского происхождения. Семья Льва после захвата Германикии арабами перебралась во фракийскую Мезимерию, где будущий император и провел свою молодость. В 705 году, когда через Мезимерию отбивать константинопольский престол у Тиверия III шло болгарское войско Юстиниана Ринотмета, Лев примкнул к последнему, приведя в его лагерь несколько сотен овец для солдат.
Лев отказался от своего крестильного имени Конон и выступил с традиционными заверениями в своей православной вере. Благодаря удаче и находчивости он завоевал покровительство Юстиниана II (если у легендарного рассказа, приведенного в Хронографии Феофана есть какая-то историческая основа), и между 711 и 717 годами получил должность командующего (стратега) фемы Анатолик. По сообщению Феофана Юстиниану стали писать доносы на Льва, и тот заподозрил его в «измене» и отправил подальше из столицы, послом в Лазику. Лев должен был подкупить царя лазов и втравить их в войну с племенами, враждебными империи. Вскоре Юстиниан II приказал отнять у Льва казну и тем самым поставил его в опасное и нелепое положение: пообещав лазам деньги, Лев оказался не в состоянии их выплатить. Однако варвары выступили в поход и без награды, а сам Лев, действуя от имени императора на Кавказе, выполнил все возложенные на него поручения и всячески способствовал росту там византийского авторитета. Закончив дела на Кавказе, Лев не торопился вернуться в Константинополь, справедливо опасаясь Юстиниана и его необузданного нрава. Всё оставшееся правление Юстиниана и правление Филиппика он провёл вне столицы.
Уже тогда он проявил себя как человек коварный, лживый и вместе с тем бесстрашный и упорный в достижении своих целей. Лев не брезговал никакими способами и не останавливался ни перед каким риском. Однажды, надеясь перехватить и возглавить отбившийся от своих отряд ромейских наемников, он с пятью десятками варваров перешел горы на лыжах по опасному весеннему снегу. Лев отлично владел конем и оружием, отважно сражался не только на суше, но и на море и был одним из самых блестящих полководцев Византии. Лев III не мог похвастать большой образованностью, однако обладал живым умом и превосходно говорил не только по-гречески, но и по-арабски.
Анастасий II (713—715) дал ему титул патрикия и назначил его правителем области в Малой Азии. Он не мог или не захотел вмешиваться в борьбу за власть между Анастасием II и Феодосием III. Когда войсками был провозглашен императором Феодосий III, Лев Исавр отказался признать его и поднял восстание. Феодосий отрекся от престола, получив обещание, что останется невредим. В марте 717 года престол стал бесспорным достоянием Льва Исавра, энергично принявшегося за оборону государства от арабов, которые уже давно захватили Сирию и наводняли Малую Азию.

### Война с арабами
Маслама, брат арабского халифа Сулеймана, которому Лев обещал по воцарении платить дань, двинулся к Константинополю с сухопутным войском, чтобы наказать Льва за неисполнение обещания. Ему некоторое время удавалось, обманывая их командующего, брата халифа Масламу, замедлять продвижение сарацинских войск к Константинополю от ранее захваченного ими Пергама, но к лету 717 года арабы уже перешли Геллеспонт, а 15 августа началась осада столицы. Поддерживая сухопутные войска, 1 сентября в Мраморное море вошел громадный арабский флот и занял все морское пространство против Константинополя, от Магнавры до Кикловия. Ромеи перегородили Золотой Рог цепью на деревянных поплавках, а василевс, не теряя времени даром, организовал вылазку и, лично командуя византийскими кораблями, одержал над врагом первую победу. Прибывшая по приказу нового халифа Омара II весной 718 года эскадра была разбита византийцами, причем часть моряков халифа из египетских христиан изменила ему и перебежала к единоверцам вместе с кораблями. Подкрепления, шедшие из Дамаска по суше, несли большой урон от рейдов византийской кавалерии, а в конце концов были остановлены у Никеи и повернули вспять. Кроме того, двенадцатимесячной обороне столицы способствовала суровая зима. Поскольку мусульмане не были привычны к снегу и обычно не проводили кампании в зимние месяцы, холод, голод и болезни нанесли огромный урон осаждающим, также ромейский флот имел преимущество благодаря так называемому «греческому огню» и помощи болгарского хана Тервеля, разгромившего сухопутные войска неприятеля. Отступавший флот греки сожгли, а буря в Эгейском море рассеяла его остатки. Крупнейший поход арабов с позором провалился: из ста восьмидесяти тысяч воинов, принявших в нем участие, домой возвратилось менее четверти, а из более чем двух с половиной тысяч кораблей - лишь пять. Осада Константинополя потерпела сокрушительное поражение, она серьезно подорвала возможности халифата и надолго отбила у мусульман охоту к войне.
Но борьба с арабами продолжалась всё царствование и арабские войска часто нападали на азиатские владения Византии. Льву и его сыну Константину удалось победить одну из этих арабских армий, в 740 году битве у Акрониона, и эта битва была последней с Омейядами на территории Византийской империи, так как Омейяды занимались внутренними проблемами, начиная с восстания берберов в 740 году и заканчивая битвой при Забе и падением Омейядского халифата в 750 году. Именно благодаря победе греков в битве у Акрониона а также победе франков в битве у Пуатье, арабское продвижение в Европе было практически остановлено

## Внутренняя политика
Окончательный отход арабских войск в августе 718 года и последовавший далее мирный договор, позволил Льву укрепить свое положение. Он быстро разобрался с соперником-императором, провозглашенным на Сицилии. Как только стратег острова Сергий узнал, что Константинополь осажден, он решил выдвинуть своего кандидата, некоего Василия Ономагула, который принял имя Тиберий. Мятеж был подавлен войсками Льва под командованием патрикия Павла. После этого византийский контроль над Сицилией и Италией был закреплен переписью населения, призванной увеличить налогообложение. Аналогичным образом, когда Лев узнал о сговоре между бывшим императором Анастасием II, группой изгнанников в Фессалониках и болгарским ханом, он действовал быстро и безжалостно.
Уже в начале своего правления Лев III продемонстрировал свою решимость обеспечить наследственное преемство своей семьи, короновав в 720 году своего малолетнего сына Константина в качестве соправителя. Это событие нашло отражение в новом золотом солиде (номисма), на реверсе которого был изображен портрет юного императора. Он заменил собой традиционный реверс с крестом, который за редким исключением использовался на протяжении всего VII века. С введением нового типа золотых монет изображение креста было перенесено на аверс милиарисия, новой серебряной монеты, впервые отчеканенной по тому же случаю.

### Реформа флота и армии
С первых лет своего правления Лев, судя по всему, задумал существенную реформу вооруженных сил, призванную максимально повысить их эффективность. Сразу после осады 717-18 гг. он обратил внимание на организацию византийских военно-морских сил, которые не смогли сдержать ни подготовительные действия, ни окончательное нападение арабов на Константинополь. Должность стратега военно-морских сил (stratègos tôn karabisianôn) была упразднена. За морские дела стал отвечать совершенно новый военный орган - морская фема (thema nautikon) Кивирреотон, базировавшийся на юго-западном побережье Малой Азии. Она была сформирована из прибрежной территории, ранее входившей в состав Анатолийской фемы, и во всех отношениях, кроме размеров, была сопоставима с другими малоазийскими фемами. Создание такого типа военной администрации в специфически морском районе обеспечило регион мощным локальным военно-морским оружием. Его войска были частично унаследованы от предшествующего формирования под командованием друнгария, которое подчинялось главе карабисиан, а дополнительные моряки были набраны из числа мардаитов, поселившихся в Памфилии и вокруг Атталии (совр. Анталья). Войска и корабли содержались, снабжались и оснащались за счет области. Таким образом, уязвимое побережье получило организованную военно-морскую оборону, а новый регулярный флот кивирреотов мог со своей базы наблюдать за передвижением арабских судов. Расформировывая старые морские формирования, Лев, несомненно, хотел предотвратить повторение тех восстаний, которые инициировали карасибиане, и ограничить им прямой доступ к столице. Поэтому императорский флот, базировавшийся в Константинополе, был реорганизован и поставлен под более жесткий контроль. Но реорганизация также была продиктована необходимостью создать постоянную ударную военно-морскую группировку во всех стратегически важных частях Империи. За созданием фемы Кивирреотон последовало создание военно-морских фем на Крите (к 767 году) и в Эгейском море (к 843 году), с подчиненными отрядами, размещенными на Додеканесе и Кикладах. В сочетании с ними европейским провинциям Империи были приданы смешанные войска, как морские, так и территориальные, обеспечивавшие дополнительную морскую оборону. В течение VIII века успехи этих сил, например, у берегов Кипра в 747 году, когда почти полностью был уничтожен сирийский фот, подтвердили значение, которое Лев (и позже Константин) придавали военно-морским силам.
Точно так же целью Льва была консолидация византийских сухопутных армий. По опыту службы в Анатолике он знал как сильные стороны сложившейся административной системы, так и склонность к соперничеству и сепаратизму, которую так часто проявляли провинциальные войска. Его собственная карьера показала, что должность стратега может стать ступенькой к более высоким устремлениям. Эти факторы потребовали реформы, которая ограничила бы власть отдельных военачальников, не ослабляя при этом систему фем. Лев добился этого, уменьшив размер Анатолийской фемы. Большая часть на западе была отдана феме Фракия, а южное побережье - Кивирреотону. Лев также уделял большое внимание элитным гарнизонным войскам Константинополя, организованным в три тагмы. Их лояльность со временем стала одной из главных сил иконоборчества.

### Эклога
После установления престолонаследия и во время проведения военных реформ Лев приказал экспертам-юристам, включая квесторов, консулов и патрикиев, составить руководство по основному праву. Им было поручено подготовить краткий сборник на греческом языке, а не на латыни, юридическом языке, который уже почти не использовался. Так появился первый по-настоящему византийский, но вместе с тем и сохраняющий элементы римского права законодательный документ, получивший название «Эклога» ("Избранное"). По замыслу императора, он должен был стать удобным пособием для провинциальных судей. В то же время Лев предпринял энергичные усилия по реформированию судебной системы, чтобы поставить на более прочную основу как сам орган, так и всех его представителей. Все чиновники, участвующие в отправлении правосудия, должны были получать зарплату, и им запрещалось принимать подарки. Судей призывали привлекать к ответственности всех нарушителей закона, даже влиятельных и богатых. В "Эклоге" сочетались упрощенная версия Corpus Juris Civilis ("Свода гражданских законов") Юстиниана I и различные нормативные постановления Церкви по вопросам брака, наследования и собственности. Последние не только оказали значительное христианское влияние, но и внесли особые изменения в традиционное римское право в области семейного права. Как и другие краткие правовые кодексы, "Эклога" была призвана помочь в решении практических проблем, таких как вопросы, связанные с невыплатой приданого, возвратом займов или компенсацией за потерю сторожевой собаки.

### Иконоборчество
Лев III стремился в ходе своих военных кампаний не только подчинить империи территории, занятые арабами, но и распространить среди мусульман и иудеев христианство. При этом он считал, что императору допустимо вмешиваться в вопросы церковной жизни, римскому папе Григорию II он писал: «Я император и священник», выражая этим свои идеи цезаропапизма.
В первые десять лет своего правления Лев не предпринимал энергичных действий в области церковной деятельности, известно лишь о его требовании в 723 году к евреям и секте монтанистов принять крещение. Лишь в 726 году, по свидетельству Феофана,

…нечестивый царь Леон начал говорить об уничтожении святых и досточтимых икон. Узнав о сем, Григорий, папа Римский, лишил его податей в Риме и прочей Италии и писал ему поучительное послание, что царю не должно вмешиваться в дела веры и изменять древние учения церкви, постановленные святыми отцами.

В этот же год произошло сильное извержение вулкана к северо-западу от Крита и среди Кикладских островов образовался новый остров — это было воспринято Львом как знак Божьего гнева за идолопоклонство и он начал кампанию против иконопочитания. Первым решительным действием стало снятие иконы Христа с ворот Халкопратии. В результате этого произошли столкновения горожан с солдатами: «Убили некоторых из царских людей, которые снимали икону Господа с медных ворот великой церкви; и многие за ревность к благочестию были казнены усечением членов, плетьми, изгнаниями и лишениями имений, особенно люди знаменитые и родом, и просвещением». Иконы начали удалять с видных наружных мест, в церквях их поднимали повыше, чтобы народ не лобызал и не кланялся им. При этом из Собора Святой Софии в период правления Льва Исавра иконы не удалялись.
Эти действия императора вызвали раздражение среди иконопочитателей (иконодулов, иконолатров, идололатров — иконопоклонников, идолопоклонников, как их называли противники), к которым принадлежали, главным образом, духовенство и особенно монахи, массы простого народа и женщины всех классов общества, при уничтожении икон происходили схватки и побоища. Население фемы Эллада и Цикладских островов, под руководством военачальника Агаллианоса Контоскелеса подняло восстание. Был провозглашен новый император Косьма, мятежники двинулись на Константинополь, но были разбиты превосходящими силами Льва III. Немало жителей внутренних частей империи бежали на окраины государства; значительная часть итальянских владений Византии вместе с Равенной перешли под власть лангобардов. Венеция подняла восстание против иконоборчества и избрала своего главу Дожа, которого Льву III пришлось официально признать как ипата, чтобы начать договариваться через посредничество папы Римского Григория II о совместной борьбе против лангобардов.
Константинопольский патриарх Герман начал обличать Льва в ереси. Лев приглашал его на заседание Тайного совета (Silentium), но патриарх на вопрос об иконопочитании отвечал, что не согласен вводить что-либо новое в делах веры без вселенского собора. 17 января 729 года Император пригласил патриарха на заседание верховного совета и вновь поднял вопрос об иконопочитании. Герман возражал против иконоборчества, но, не находя поддержки среди императорского окружения, сложил с себя патриаршую власть. Вместо Германа константинопольским патриархом стал иконоборец Анастасий, который подписал эдикт против почитания икон. Этот эдикт стал первым иконоборческим документом, изданным не только от имени императора, но и от церкви.
На западе о политике Льва стало известно от западных купцов, очевидцев снятия образа Христа с ворот Халкопратии. Папа Григорий II писал императору: «Прибыв на родину, они рассказали… о твоих ребяческих поступках. Тогда всюду стали бросать твои портреты на землю, попирать их ногами и уродовать твоё лицо». Папа в 727 году собрал в Риме Собор, подтвердивший законность иконопочитания. Отношения Византии с Западом значительно ухудшились. После захвата Равенны лангобардами византийские наместники увеличили налоги в Южной Италии, против чего выступил папа Григорий II. В ответ на послание патриарха Анастасия папа отверг эпитет «брата и сослужителя», который прилагал к нему патриарх, обличил его в ереси и под угрозой анафемы потребовал его покаяния и возврата к православию. После смерти Григория II его преемник Григорий III занимал такую же твёрдую позицию. Он собрал в Риме Собор из 93 епископов, который постановил: «Впредь кто изымет, уничтожит или обесчестит и поругает иконы… да будет отлучён от церкви». На Востоке самым сильным противником иконоборчества в эту эпоху был знаменитый богослов Иоанн Дамаскин, написавший в 726—730 годы «Три защитительных слова против порицающих святые иконы».
Несмотря на такую сильную оппозицию, Лев, опираясь на войско и придворную аристократию, составлявших главный оплот партии иконоборцев (икономахов, иконокластов, иконокаустов — сокрушителей, сожигателей икон, как их называли противники), а также находивший себе поддержку и в некоторой части духовенства, до конца царствования поддерживал иконоборчество. При этом, как отмечает историк Ф. И. Успенский, в синодике, составленном после восстановления иконопочитания, за период царствования Льва указано лишь 40 имён, то есть в первое время иконоборцы занимали выжидательную позицию.